# Буйни (Підляське воєводство)
Буйни (пол. Bujny) — село в Польщі, у гміні Соколи Високомазовецького повіту Підляського воєводства.
Населення — 90 осіб (2011).
У 1975-1998 роках село належало до Ломжинського воєводства.

## Демографія
Демографічна структура станом на 31 березня 2011 року:
|          | Загалом | Допрацездатний вік | Працездатний вік | Постпрацездатний вік |
| -------- | ------- | ------------------ | ---------------- | -------------------- |
| Чоловіки | 43      | 13                 | 24               | 6                    |
| Жінки    | 47      | 15                 | 19               | 13                   |
| Разом    | 90      | 28                 | 43               | 19                   |